# منومنت (اورگن)
منومنت (به انگلیسی: Monument) شهری در شهرستان گرنت ایالت اورگن است و در سرشماری سال ۲۰۱۱ میلادی، ۱۲۸ نفر جمعیت داشته که نسبت به سال ۲۰۱۰، ۱٫۵۶ درصد رشد جمعیت داشته‌است.

## موقعیت جغرافیایی
موقعیت جغرافیایی شهرها و مناطق اطراف به شرح زیر است: